# 빅토르 킹이세프
빅토르 킹이세프(에스토니아어: Viktor Kingissepp, 1888년 3월 24일 ~ 1922년 5월 4일) 혹은 빅토르 예두아르도비치 킨기세프(러시아어: Ви́ктор Эдуа́рдович Ки́нгисепп)는 에스토니아의 공산주의 정치가로, 에스토니아 공산당의 지도자였다.

## 생애
킹이세프는 에스토니아 사레 주의 카르마수레에서 에두아르드 킹이세프와 엘리세 킹이세프 부부의 3남 2녀 중 2번째로 태어났다. 장녀 헬미 멜리타(Helmi Melita, 1886-1890)와 2남 아우구스트 볼데마르(August Voldemar, 1892-1893)는 어릴 때 죽었고, 3남 오스카르 트헤오도르(Oskar Theodor, 1890-1943)와 2녀 메트하 멜리타(Metha Melita, 1895-1976)는 성인이 될 때까지 살았다. 집과 사립 학교에서 초등 교육을 받았고, 1889년 쿠레사레로 이주하여 1898년-1906년까지 쿠레사레 남학교에서 교육을 받았다. 학창 시절에는 좋은 학생이었으며, 관심 분야는 수학과 언어였다.
학교에 다니는 중 마르크스 주의 지하 조직에 가담하였고, 이 학생들은 리투아니아, 폴란드, 러시아의 학교에서 정치적 활동을 하다가 퇴학당하여 에스토니아로 왔다. 1906년 공산주의 시위에 가담한 이후 학교가 잠시 문을 닫았다.
1906년 러시아 상트페테르부르크 대학교 자연과학부의 물리 및 수학과에 입학하였다. 러시아 이주 이후 소비에트 연방 공산당 상트페테르부르크 시당의 에스토니아 지부에 입당하였고, 1907년-1908년 탈린에서 정치 활동을 하였다. 1907년에는 소련 공산당의 에스토니아 조직의 일원으로 테리요키 회담에 참가하였고, 1908년에는 정치 활동을 이유로 상트페테르부르크 대학교에서 퇴학당했다. 1908년-1909년에는 모스크바에서 살면서 공부하였고, 1910년에는 상트페테르부르크 대학교의 언어학부에서 게르만 및 로망스어에 대하여 공부하였고, 1911년-1917년까지는 법학 대학에서 공부하고 학위를 받았다.
1912년-1914년까지는 나르바에서 공산주의자 얀 안벨트(Jaan Anvelt)와 함께 볼셰비키주의 신문 키르(Kiir)를 발행하였다. 1914년-1916년에는 3년간 트베르와 카잔에 은둔하였다. 1916년에는 제1차 세계 대전 에 징집되어 남카프카스 전선에서 복무하였고, 1917년 전역하였다. 1917년부터 1922년까지 에스토니아 공산당에서 활동했다.

## 처형
1922년 5월 1일 에스토니아의 정치 경찰에서 킹이세프가 숨은 곳을 알고 있는 지하 공산주의자 요한네스 링크호르스트(Johannes Linkhorst)를 체포하였다. 정치 경찰은 군사 법정에서 사형을 선고하였다. 조사 과정에서 킹이세프의 은둔지를 알려주는 대가로 석방을 허가받았다.
5월 3일 새벽 1시에 킹이세프의 은둔지가 공격받았다. 군부와 경찰에서 작성한 보고서의 내용은 각각 달랐다. 군부와 경찰에서 작성한 킹이세프의 은둔지로 들어가서 체포하는 과정까지의 보고 내용은 차이가 있었지만, 저항 없이 체포하였다는 점은 같았다. 은둔지를 수색하는 동안 3대의 난로, 2대의 전화, 프로파간다 서적 및 유인물, 머신 건과 다이너마이트 등을 발견하였다.
킹이세프는 정치 경찰이 들어왔을 때 사형 선고를 받을 것을 직감하였다. 군사 법정에서는 5월 3일 오전 9시에 킹이세프의 사형을 선고하였다. 사형 이후 시체는 발트 해에 수장하였다.
1940년 에스토니아가 소련에 점령되었을 때 빅토르의 아들 세르게이 킹이세프는 소련 NKVD 특수 부대에 발탁되어, 아버지의 죽음에 복수할 기회를 받았다. 링크호르스트는 이름을 바꾸어서 은둔하고 있었으나 결국 살해당했다. 다른 자료에 의하면, 1922년 킹이세프를 체포한 정치 경찰의 일원 중 한 사람 역시 살해당하였다.

## 가족 관계
1909년 상트페테르부르크에서 베르타 킹이세프와 첫 번째 결혼을 하였다. 이 관계에서 두 아들 아나톨(1907-1942)과 세르게이(1909-1941. 8. 29)가 탄생하였다. 1910년 이혼하였다.
1910년에 다시 결혼하였다고 알려졌으나, 일부 자료에 의하면 1918년 페트로그라드에서 엘사 렐레가와 두 번째 결혼을 했다고 알려져 있다.
탈린에서 살았던 생애 마지막 2년간은 개인 비서인 알리세 스테인안벨트와 가깝게 지냈다.

## 유산
1922년 러시아의 도시 얌부르크가 킨기세프로 개칭되었으며, 에스토니아의 소련 점령 기간 중 1952년-1988년까지는 쿠레사레가 킹이세프로 불렸다. 탈린, 타르투, 빌리안디를 비롯한 여러 에스토니아 도시의 중심가가 소련 점령 시기에는 킹이세프 대로라는 이름으로 불렸으며, 재독립 이후에 원어명으로 회복되었다. 소련 시기 출판된 책 중에는 킹이세프의 운명을 다룬 책이 많았다.
에스토니아 SSR에서는 "동쪽에서 서쪽까지. 킹이세프-킹이세프"라는 선전 문구를 사용하였다. 에스토니아 최서단에 있는 쿠레사레는 킹이세프로 개칭된 적이 있었고, 동쪽의 국경 도시는 이보다 더 일찍 개칭되었다.